# Pseudocanthon vitraci
Pseudocanthon vitraci är en skalbaggsart som beskrevs av Edmond Jean-Baptiste Fleutiaux och Sallé 1889. Pseudocanthon vitraci ingår i släktet Pseudocanthon och familjen bladhorningar. Inga underarter finns listade i Catalogue of Life.